# Anibontes
Anibontes is een geslacht van spinnen uit de familie hangmatspinnen (Linyphiidae).

## Soorten
De volgende soorten zijn bij het geslacht ingedeeld:
- Anibontes longipes Chamberlin & Ivie, 1944
- Anibontes mimus Chamberlin, 1924